# Ампанґ-Джая
Ампанґ-Джая, більш відоме як Ампанґ (малай. Ampang Jaya, розмовне — «AJ», кит.: 安邦) — місто (мукім) в Малайзії, у штаті Селангор, округ Хулу Лангат.

## Історія
Ампанґ-Джая було найбільш раннім малайським поселенням на території штату Селангор. Муніципалітет Ампанґ-Джая був заснований 1 липня 1992 року. Місто в східному передмісті столиці Куала-Лумпур, з власними житловими районами та магазинами.

## Географія

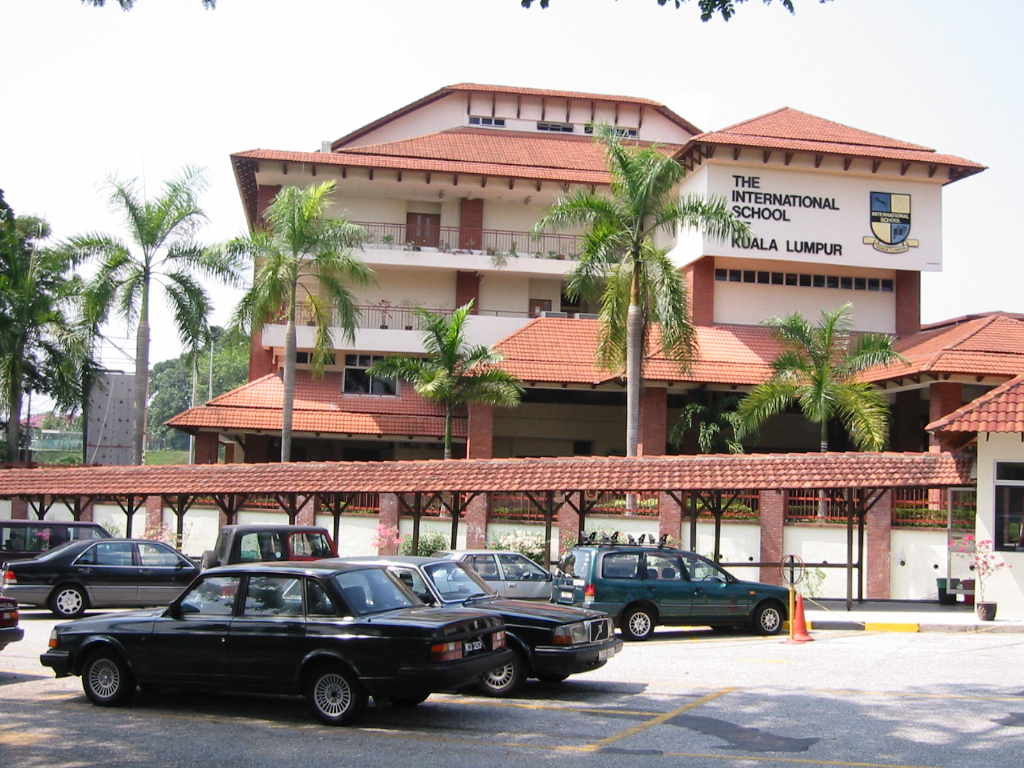
Міжнародна школа

Місто розташоване на заході малайзійської частини півострова Малакка, на схід від столиці (межує з однойменним районом столиці — Ампанґ), у південно-східній частині штату Селангор та в північно-західній частині округу Хулу Лангат. Займає площу 143,5 км², населення становить 126 285 осіб, з передмістями 804 901 осіб (2010), середня густота — 880 осіб/км².
Національний зоопарк Малайзії («Зоопарк Негара») є одним з головних визначних пам'яток міста, тут також є парк «Таман Рімба Ампанґ» (розважальний лісопарк Ампанґ).

## Палац
Палац «Істана-Даераг-Гулу-Ланґат», розташований недалеко від кварталу Джалан Коша Утама, навпроти набережної Ампанґ. Це офіційна резиденція Ян-Амат Бербагаґія Тенгку Магкота з Гулу Лангат, члена королівської сім'ї Селангор. Палац був побудований у 1990 році. З 2010 року в палаці був капітальний ремонт, який закінчився у кінці 2012 року. Резиденція була спочатку побудована у вигляді окремих будівель, кожна з яких згодом була з'єднана з іншими короткими та вузькими проходами. Палац зазвичай залишається закритим для громадськості, хоча прекрасні сади навколо нього можна побачити зовні, з-за огорожі.

## Міста партнери
- Бекасі, Індонезія